# Bobby Smith (calciatore 1951)
Robert Smith (Trenton, 29 marzo 1951) è un ex calciatore statunitense, di ruolo difensore.

## Carriera

### Club
Si forma calcisticamente nella rappresentativa calcistica della Rider University di Lawrenceville (New Jersey), da cui sarà inserito nel proprio famedio sportivo nel 1997 e vedrà ritirata la maglia numero 10 in suo onore.
Viene ingaggiato dalla neonata franchigia dei Philadelphia Atoms, con cui si aggiudica la North American Soccer League 1973, battendo in finale, giocata da titolare, per 2-0 i Dallas Tornado.
Resta in forza agli Atoms sino al 1975, non riuscendo ad ottenere risultati di rilievo.
Smith fu tra i protagonisti dell'evento che determinò successo dell'indoor soccer negli Stati Uniti, ovvero la tournée effettuata dalla selezione di calcio dell'Armata Rossa sovietica che, nel febbraio 1974 affrontò dapprima una selezione All-Star della NASL e poi i campioni in carica NASL del Philadelphia Atoms. Nonostante le sconfitte subite, il successo di pubblico e di critica indusse la NASL a creare un vero e proprio campionato indoor per le stagioni 1975 e 1976.
Durante la sua militanza negli Atoms ebbe una esperienza in prestito in Europa tra le file degli irlandesi del Dundalk, ottenendo il quinto posto nella A Division 1974-1975.
Nella stagione 1976 Smith passa ai N.Y. Cosmos raggiunge i quarti di finale del torneo nordamericano. Nella stagione 1977 Smith vince la sua seconda NASL, pur non giocando la finale contro i Seattle Sounders. Anche la stagione seguente, il campionato si concluse con un successo dei Cosmos, che sconfissero in finale, nella quale Smith non fu schierato, i T.B. Rowdies.
Nel corso della stagione 1979 Smith lascia i Cosmos per giocare con i californiani del San Diego Sockers, raggiungendo le semifinali del torneo nordamericano.
La stagione seguente torna a Filadelfia, questa volta in forza ai Philadelphia Fury, con cui non supera la fase a gironi.
Nella stagione 1981 passa ai canadesi dei Montréal Manic, con cui raggiunge i quarti di finale nel torneo. Al termine del torneo Smith lascia l'attività agonistica.
Contemporaneamente al calcio Smith si dedicò all'indoor soccer, giocandovi sino al 1980.

### Nazionale
Ha giocato diciotto incontri nella nazionale di calcio degli Stati Uniti d'America tra il 1973 ed il 1980.
Nel 1976 venne inserito nel Team America, selezione che raccoglieva i migliori giocatori che giocavano nella North American Soccer League, per disputare il Torneo del Bicentenario, competizione organizzata dalla USSF in occasione delle celebrazioni dei 200 anni della Dichiarazione d'indipendenza degli Stati Uniti d'America. Il Team America si classificò al quarto ed ultimo posto del torneo.

## Statistiche

### Cronologia presenze e reti in Nazionale
| Cronologia completa delle presenze e delle reti in nazionale ― Stati Uniti | Cronologia completa delle presenze e delle reti in nazionale ― Stati Uniti | Cronologia completa delle presenze e delle reti in nazionale ― Stati Uniti | Cronologia completa delle presenze e delle reti in nazionale ― Stati Uniti | Cronologia completa delle presenze e delle reti in nazionale ― Stati Uniti | Cronologia completa delle presenze e delle reti in nazionale ― Stati Uniti | Cronologia completa delle presenze e delle reti in nazionale ― Stati Uniti | Cronologia completa delle presenze e delle reti in nazionale ― Stati Uniti |
| Data                                                                       | Città                                                                      | In casa                                                                    | Risultato                                                                  | Ospiti                                                                     | Competizione                                                               | Reti                                                                       | Note                                                                       |
| -------------------------------------------------------------------------- | -------------------------------------------------------------------------- | -------------------------------------------------------------------------- | -------------------------------------------------------------------------- | -------------------------------------------------------------------------- | -------------------------------------------------------------------------- | -------------------------------------------------------------------------- | -------------------------------------------------------------------------- |
| 12-8-1973                                                                  | New Britain                                                                | Stati Uniti                                                                | 1 – 0                                                                      | Polonia                                                                    | Amichevole                                                                 | -                                                                          | 60’                                                                        |
| 9-9-1973                                                                   | Hartford                                                                   | Stati Uniti                                                                | 1 – 0                                                                      | Bermuda                                                                    | Amichevole                                                                 | -                                                                          |                                                                            |
| 16-10-1973                                                                 | Città del Messico                                                          | Messico                                                                    | 2 – 0                                                                      | Stati Uniti                                                                | Amichevole                                                                 | -                                                                          |                                                                            |
| 3-11-1973                                                                  | Port-au-Prince                                                             | Haiti                                                                      | 1 – 0                                                                      | Stati Uniti                                                                | Amichevole                                                                 | -                                                                          |                                                                            |
| 5-11-1973                                                                  | Port-au-Prince                                                             | Haiti                                                                      | 1 – 0                                                                      | Stati Uniti                                                                | Amichevole                                                                 | -                                                                          |                                                                            |
| 13-11-1973                                                                 | Giaffa                                                                     | Israele                                                                    | 3 – 1                                                                      | Stati Uniti                                                                | Amichevole                                                                 | -                                                                          | Uscita                                                                     |
| 15-11-1973                                                                 | Be'er Sheva                                                                | Israele                                                                    | 2 – 0                                                                      | Stati Uniti                                                                | Amichevole                                                                 | -                                                                          |                                                                            |
| 5-9-1974                                                                   | Monterrey                                                                  | Messico                                                                    | 3 – 1                                                                      | Stati Uniti                                                                | Amichevole                                                                 | -                                                                          |                                                                            |
| 8-9-1974                                                                   | Dallas                                                                     | Stati Uniti                                                                | 0 – 1                                                                      | Messico                                                                    | Amichevole                                                                 | -                                                                          |                                                                            |
| 26-3-1975                                                                  | Poznań                                                                     | Polonia                                                                    | 7 – 0                                                                      | Stati Uniti                                                                | Amichevole                                                                 | -                                                                          |                                                                            |
| 24-6-1975                                                                  | Seattle                                                                    | Stati Uniti                                                                | 0 – 4                                                                      | Polonia                                                                    | Amichevole                                                                 | -                                                                          |                                                                            |
| 24-9-1976                                                                  | Vancouver                                                                  | Canada                                                                     | 1 – 1                                                                      | Stati Uniti                                                                | Qual. Mondiali 1978                                                        | -                                                                          |                                                                            |
| 15-10-1976                                                                 | Puebla de Zaragoza                                                         | Messico                                                                    | 3 – 0                                                                      | Stati Uniti                                                                | Qual. Mondiali 1978                                                        | -                                                                          |                                                                            |
| 20-10-1976                                                                 | Seattle                                                                    | Stati Uniti                                                                | 2 – 0                                                                      | Canada                                                                     | Qual. Mondiali 1978                                                        | -                                                                          |                                                                            |
| 10-11-1976                                                                 | Port-au-Prince                                                             | Haiti                                                                      | 0 – 0                                                                      | Stati Uniti                                                                | Amichevole                                                                 | -                                                                          |                                                                            |
| 12-11-1976                                                                 | Port-au-Prince                                                             | Haiti                                                                      | 0 – 0                                                                      | Stati Uniti                                                                | Amichevole                                                                 | -                                                                          |                                                                            |
| 22-12-1976                                                                 | Port-au-Prince                                                             | Stati Uniti                                                                | 0 – 3                                                                      | Canada                                                                     | Qual. Mondiali 1978                                                        | -                                                                          |                                                                            |
| 7-10-1980                                                                  | Lisbona                                                                    | Portogallo                                                                 | 1 – 1                                                                      | Stati Uniti                                                                | Amichevole                                                                 | -                                                                          | 60’                                                                        |
| Totale                                                                     |                                                                            | Presenze                                                                   | 18                                                                         |                                                                            | Reti                                                                       | 0                                                                          |                                                                            |

## Palmarès

### Competizioni nazionali
- North American Soccer League: 3

Philadelphia Atoms: 1973
New York Cosmos: 1977, 1978